# نفس (فیلم ۲۰۰۴)
نفس (به هندی: Shwaas) فیلمی محصول سال ۲۰۰۴ و به کارگردانی ساندیپ ساوانات است. در این فیلم بازیگرانی همچون آرون نالاواده، آشوین چیتاله، ساندیپ کولکارانی، آمروتا سوبهاش ایفای نقش کرده‌اند.